# 일반내장날신경섬유
일반내장날신경섬유(general visceral efferent fibers, GVE)는 평활근, 심근, 샘(특수내장날신경섬유와 반대)에 운동 신경으로서 분포하는 자율신경계의 날신경섬유이다.
교감신경계통이나 부교감신경계통 섬유 모두 존재한다.
일반내장날신경섬유를 포함하는 뇌신경에는 눈돌림신경(CN III), 얼굴신경(CN VII), 혀인두신경(CN IX), 미주신경(CN X)이 있다.

## 추가 이미지

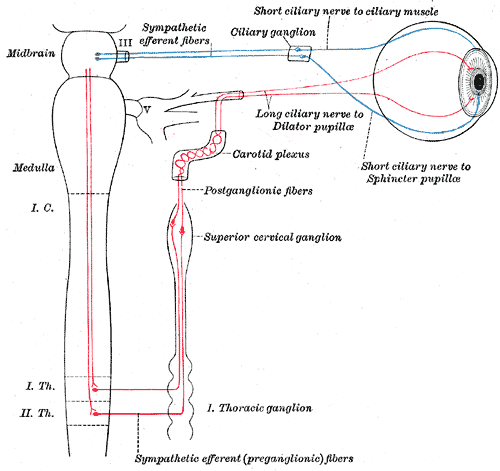
섬모체신경절과 위목신경절의 연결.

## 같이 보기
- 신경섬유
- 신경절이전섬유
- 날신경섬유
- 일반몸날신경섬유(GSE)
- 특수내장날신경섬유(SVE)

## 참고 문헌
이 문서는 현재 퍼블릭 도메인에 속하는 그레이 해부학 제20판(1918) page 849의 내용을 기초로 작성된 글이 포함되어 있습니다.